# Aston Martin V12 Zagato
La Aston Martin V12 Zagato è un'autovettura gran turismo prodotta dalla casa automobilistica britannica Aston Martin, in collaborazione con la carrozzeria Zagato, in edizione limitata in sole 101 vetture, dal 2011 al 2012.

## Profilo e storia
La V12 Zagato è stata presentata come prototipo nella primavera del 2011 al Concorso d'eleganza Villa d'Este, dove tra l'altro vinse nella categoria Design Award for Concept Cars & Prototypes. Nel mese di giugno, la vettura è stata impiegata in una gara nel circuito del Nürburgring, dove ha dato prova delle sue doti tecniche. Ma i consensi raccolti dalla vettura furono tanti e tali da spingere la casa di Gaydon a produrla in una tiratura limitata di soli 150 pezzi (successivamente limitata ulteriormente a 101). Un'altra presentazione, stavolta in qualità di vettura stradale, si è avuta al Salone di Francoforte dello stesso anno, mentre una terza presentazione si è avuta a Ginevra nel 2012.
Nel frattempo ne è stata avviata la produzione: la V12 Zagato, pur essendo il modello top di gamma della serie Vantage, viene costruita utilizzando tecnologie e materiali ripresi dalla One-77. Ed ecco quindi che anche per la V12 Zagato è stato impiegato un mix di fibra di carbonio per alcuni componenti e lega di alluminio per altri.

## Design
La vettura è interamente assemblata a mano e ogni esemplare richiede circa 2.000 ore di manodopera, di cui 100 per la sola verniciatura. Il risultato è un corpo vettura che riprende i classici motivi stilistici del carrozziere milanese, come per esempio la doppia gobba sul tetto ripresa in parte anche dalla particolare curvatura del lunotto. Tra le particolarità stilistiche più rilevanti va senz'altro citata la calandra dotata di una griglia composta da tante "Z" accostate. L'abitacolo è anch'esso di chiara intonazione sportiva, ma senza tuttavia rinunciare al lusso: i sedili anteriori dal disegno avvolgente sono rivestiti in pelle con cuciture rosse dal disegno ad onda. Stesso discorso per i pannelli porta e per il l'interno del tetto, anch'essi con cuciture rosse ad onda. Esternamente, la V12 Zagato di serie differisce dal prototipo dell'esordio per lo sbalzo posteriore leggermente più pronunciato e per la presenza di un'ala posteriore fissa.

## Tecnica e meccanica
Il propulsore è il V12 da 5935 cm³ già montato su altri modelli della casa inglese. Con una potenza massima di 517 CV a 6.500 giri/min e una coppia massima di 570 Nm a 5.750 giri/min, la vettura è in grado di raggiungere una velocità massima di 305 km/h, coprendo lo 0 a 100 km/h in soli 4,2 secondi. La trasmissione è affidata a un cambio manuale a 6 marce, che porta la coppia alle ruote posteriori mediante un albero di trasmissione in fibra di carbonio. Quanto alla meccanica telaistica, la V12 Zagato monta sospensioni a quadrilateri con barre stabilizzatrici, molle elicoidali e ammortizzatori monotubo. L'impianto frenante è costituito da dischi freno carboceramici: quelli anteriori, da 398 mm di diametro, hanno pinze a sei pompanti, mentre quelli posteriori, del diametro di 360 mm, montano pinze a quattro pompanti. La Zagato poggia su cerchi in lega da 19 pollici che calzano pneumatici 255/35 all'avantreno e 295/30 al retrotreno.